# 荸艾
荸艾（学名：Peplis alternifolia）为千屈菜科荸艾属下的一个种。